# Phytobia prunivora
Phytobia prunivora este o specie de muște din genul Phytobia, familia Agromyzidae, descrisă de Spencer în anul 1981.
Este endemică în California. Conform Catalogue of Life specia Phytobia prunivora nu are subspecii cunoscute.